# Avenue Charles-Quint
L'avenue Charles-Quint (en néerlandais : Keizer Karellaan) est une avenue bruxelloise de la commune de Ganshoren et de la commune de Berchem-Sainte-Agathe qui va de la basilique du Sacré-Cœur jusqu'à la chaussée de Zellik.
Elle fait partie du tracé du Ring R20.
Cette avenue porte le nom de l'Empereur du Saint-Empire romain germanique, Charles Quint, né à Gand le 25 février 1500 et décédé au monastère de Yuste le 25 septembre 1558.

## Adresse notable
no 140 : maison communale de Ganshoren